# Postgeschichte und Briefmarken der Vereinigten Staaten
Dieser Artikel beschäftigt sich mit der Vielfältigkeit der Geschichte des US-Postal Service.

## Unter britischer Kolonialverwaltung
Über die Post der ersten Siedler in Amerika, bis 1693, ist nur wenig bekannt.
Im Jahre 1639 wurde der Bürger Richard Fairbanks von den Regierungsbehörde in Boston, Massachusetts mit der Zustellung und Beförderung von Briefen beauftragt. Für jeden Brief erhielt er einen Penny.
Unter britischer Kolonialverwaltung verfügte am 10. Dezember 1672 der Gouverneur der New York-Kolonie eine monatlich zwischen New York und Boston verkehrende Postverbindung. Die Poststücke erhielten handschriftliche Aufgabevermerke. In New York und anderen Orten wurde ab 1756 ein- bzw. zweizeilige Ortsstempel eingeführt und Datumstempel verwendet. Es entstanden Postverbindungen zwischen New York, Philadelphia, Boston und Portsmouth, wobei Reiter unregelmäßig den Verkehr übernahmen. Ein Brief von New York nach Boston kostete damals 9 Pence.
Nachfolger von Fairbanks in Boston, Massachusetts wurde 1677 Hayward. Er wurde der erste wirkliche „Postmaster“ und seine Amtsstube im Stadthaus das erste Post-Office.
1683 richtete William Penn in Philadelphia eine Postanstalt mit wöchentlichen Postverbindungen in die Umgegend ein. In Virginia war die Weiterbeförderung der Briefbeutel in der zweiten Hälfte des 17. Jahrhunderts eine Gemeinpflicht, ein Siedler hatte die Post mit Boten zum nächsten zu senden. Der Versuch ein geordnetes Postwesen zu schaffen blieb in ihrem Umfang begrenzt und unzusammenhängend.
Der Aufbau einer Zentralen Postorganisation begann am 17. Februar 1691 als die britische Regierung das ausschließliche Recht zur Ausübung des Postdienstes in den nordamerikanischen Kolonien auf 21 Jahre Thomas Neale übertrug. Neale war Chef der königlichen Münze in London. Es wurden Postgesetze erlassen und damit das Briefporto festgelegt. Es wurde angestrebt in jeder Stadt in Massachusetts und Virginia und den andern Kolonien Postanstalten einzurichten. Neale ernannte 1692 den Gouverneur von New Jersey Andrew Hamilton zum amerikanischen und westindischen Generalpostmeister mit dem Auftrage regelmäßige Posten in der Kolonie einzurichten. Hamilton gebührt das Verdienst, die Poststrecke Portsmouth–Philadelphia am 1. Mai 1691 eingerichtet und unter großen Schwierigkeiten aufrechterhalten zu haben.

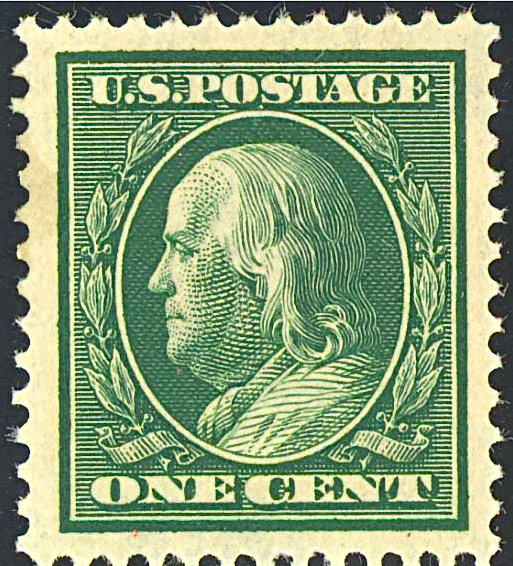
Benjamin Franklin auf Briefmarke von 1908

Durch das große Postgesetz der Königin Anna aus dem Jahre 1710 wurde die amerikanische Post von der englischen Krone übernommen. Benjamin Franklin, der von 1753 bis 1774 Deputy Postmaster-General der Neu England-Staaten und ein ebenso ausgezeichneter Erfinder wie Staatsmann war, führte u. a. eine Penny Post für Ortsbriefe ein. So gab es „Spaulding’s Penny Post“ zwischen 1847 und 1850 in Buffalo und New York. In Baltimore, Maryland trug die Davis' Penny Post für einige Wochen 1856 Post aus.
Im Jahre 1763 brauchte man für die 475 Meilen von New York nach Buffalo 4 Tage, für die 400 Meilen von London nach Edinburgh 7 Tage. Dabei fuhren die Postkutschen in Amerika grundsätzlich nie Nachts. Das Landstraßensystem war gut ausgebaut.
Als 1773 die Gegensätze zwischen der Kolonie und dem Mutterlande zum offenen Ausbruch kamen, wurde Franklin von London aus, entlassen. Er blieb jedoch weiter im Amt.

## Die Vereinigten Staaten von Amerika
Während des Unabhängigkeitskampfes rief der erste Landeskongress am 26. September 1775 die selbständige amerikanische Post ins Leben. (Siehe Diskussion) Der Kongress machte Philadelphia zum Sitz der Hauptverwaltung und stellte an ihre Spitze Benjamin Franklin.
1775 wurde die Postlinie von Falmouth nach Savannah (Georgia) errichtet.
Die ersten Einkreis- und Ortsstempel tauchten auf. In der Folgezeit kam es zu einer Fülle von Stempeltypen.
Die Gebühren wurden 1777 um 50 v. H. und 1779 auf das Zwanzigfache der von 1775 erhöht. Aber schon 1781 führte man die Gebührensätze im allgemeinen Interesse auf den Stand von 1775 zurück.
Die Unabhängigkeitserklärung der Vereinigten Staaten vom 17. September 1787 führte im Art. 1, Abschn. 8 unter den dem Kongress vorbehaltenen Befugnissen, die Einrichtung der Postämter und Postlinien und den Erlass der zum Vollzug erforderlichen Gesetze auf. Es war seit 1782 ein Grundsatz das Postregal nicht als Finanzquelle zu benützen, jeder Überschuss sollte zur Eröffnung neuer Postverbindungen verwendet werden.
Mit dem Ausbau des transkontinentalen Eisenbahnnetzes wurde auf den Hauptstrecken auch der Postverkehr übernommen. An kleinen Bahnstationen ohne Zwischenhalt des Zuges wurden die Postsäcke zugeworfen.
| „Postdienst in den Jahren 1790 bis 1850“ |                    |                      |
| Jahr                                     | Zahl der Postämter | Länge der Postrouten |
| 1790                                     | 75                 | 1.900 Meilen         |
| 1800                                     | 903                | 20.800 Meilen        |
| 1825                                     | 5.677              | 94.100 Meilen        |
| 1850                                     | 18.417             | 178.700 Meilen       |

Es gibt Quellen mit unterschiedlichen Angaben, die sich aber stark ähneln.
Der Generalpostmeister hatte sein Amt 1789 zunächst in New York, war 1792 in Philadelphia untergebracht und hatte seit 1800 sein Amtsgebäude in Washington, D.C.
Seit 1829 war der General-Postmeister Mitglied des Kabinetts. Das Postwesen bildete in den Vereinigten Staaten einen wichtigen Teil der Verwaltung, unterstellt der Central-Regierung. Die Postmeister hatten kein Gehalt, sondern erhielten Procente der Geldeinnahme, deren Maximum jährlich bis zu 2.000 $ gehen durfte.
Die Staatspost war nicht in der Lage, in dem immer größer werdenden Land, alle postalischen Bedürfnisse zu befriedigen. Diese Lücke wurden ab 1839 durch verschiedene Privatpostlinien und- agenturen gefüllt. Sie verwendeten eigene Stempel.
Die Postexpedition in New York beförderte 1839 im ersten Vierteljahr 1851 fast 7 Millionen Briefe.

### Postmeistermarken

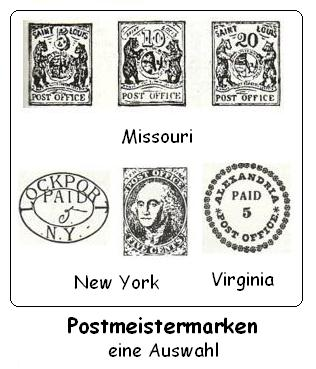

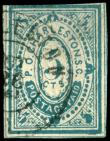
Postmeistermarke Charleston

Nach Einführung eines herabgesetzten, einheitlichen Posttarifs im Jahre 1845 und vor der Einführung der staatlichen Markenausgaben, waren lokal gültige, sogenannte Postmeistermarken zu 5 Cent für eine Zone und Gewichtseinheit des Briefes in Verwendung. Obwohl die neuen amtlichen Postwertzeichen im ganzen Lande Gültigkeit hatten, konnten sich die Postmeister- und Carriermarken noch bis Ende Juli 1847 halten. Das lag auch an der verzögerten Lieferung der amtlichen US-Freimarken.
Für St. Louis (Missouri) gab es Werte zu 5, 10 und 30 Cent. Die Marken von New York gab es mit unterschiedlichen Initialen „A.C.M“, „R.H.M“ oder „H.M.Jr“. Der Zweiellipsenstempel „Lockport“ ist nur einmal auf Brief bekannt.

### Carriermarken

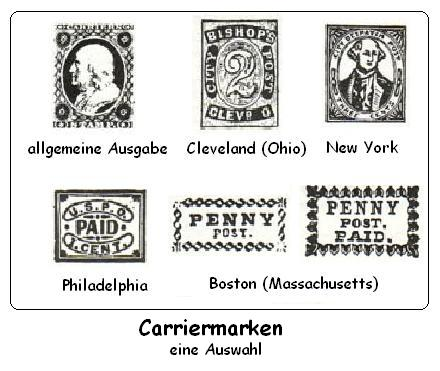

Zur Bezahlung der Briefbestellung diente eine Marke mit dem Bild des Präsidenten im Oval und der Inschrift „Carriers Mail“ in Orangebraun, ab 1851 in Blau auf Rosa. Von der orangebraunen Marke sind bis heute nur sehr wenige Exemplare bekannt; es gibt aber Neudrucke. Ebenfalls 1851 erschien eine Marke mit der Inschrift „U.S.P.O. Despatch“. Diese Marke zeigte einen aufsteigenden Adler. Für diese Marken war eine Wertangabe nicht erforderlich, die Zustellung kostete allgemein 1 Cent.

## Postwertzeichen der USA

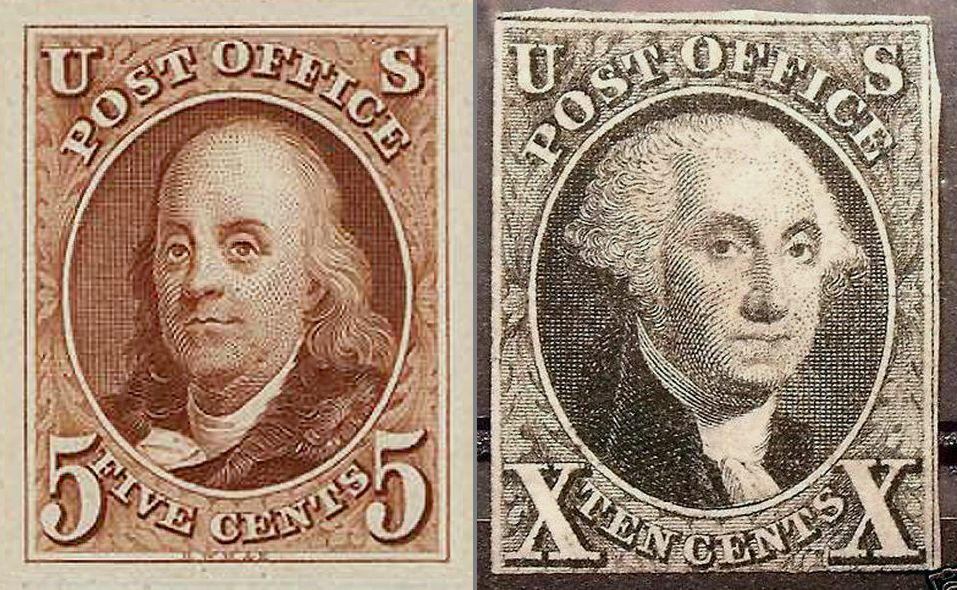
Die Ersten der USA

Die Einführung von Briefmarken in Großbritannien im Jahre 1840 stieß auch in den USA auf großes Interesse. Ein privater Dienstleister, Alexander M. Greig in New York City, errichtete am 1. Februar 1842 eine „City Despatch Post“. Er verausgabte eigene Briefmarken, die das Porträt von George Washington zeigten. Schon wenige Monate nach der Gründung seiner Firma verkaufte Greig diese an die US-Regierung und die Post trug nun den Namen „United States City Despatch Post“. Die Regierung übernahm den Postdienst am 16. August 1842.
Die „Act of Congress“ vom 3. März 1845, die am 1. Juli 1845 in Kraft trat, verfügte einheitliche Gebühren für das ganze Staatsgebiet mit 5 Cent für Entfernungen von weniger als 500 km. Erst 1847 erlaubte der Kongress die Herstellung von Briefmarken, so dass die Postmeister meist ihre eigenen Provisorien herstellten (siehe Postmeistermarken).
Am 1. Juli 1847 wurden, auf Grund eines Kongressbeschlusses, die ersten Freimarken zu 5 und X (10) Cent ausgegeben. Sie zeigen das Bild von Benjamin Franklin und George Washington und der Inschrift „Post Office“. 1851 kam eine weitere Serie von Briefmarken zu 1, 3, 5, X und 12 Cent und der Inschrift „U. S. Postage“ heraus, wieder mit Bildern von Präsidenten. Diese Marken mussten noch mit einer Schere aus dem Bogen geschnitten werden. Ab 1875 wurden diese Marken perforiert. Als Ergänzugswerte, nur mit einer Perforation versehen, kamen die Werte zu 24, 30 und 90 Cent hinzu.
Anfangs wurden die meisten der Briefe noch bar frankiert. Bis zum 1. Januar 1856, als die Verwendung der Postwertzeichen vorgeschrieben wurde.
Ebenfalls 1847 schloss die amerikanische Postverwaltung den ersten Vertrag mit einer fremden Regierung – Bremen – über den Austausch von Posten ab. Am 1. Dezember 1851 waren 16 posteigene Dampfer und vier weitere gecharterte im Dienst.

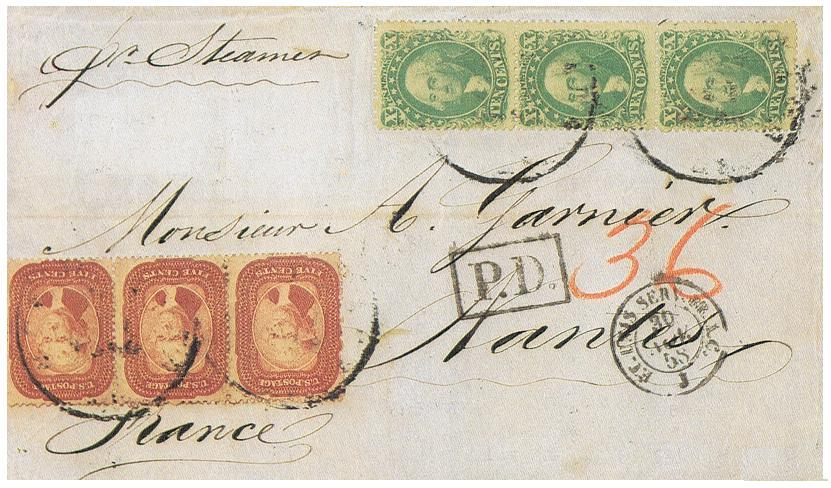
Überseebrief New Orleans – Frankreich
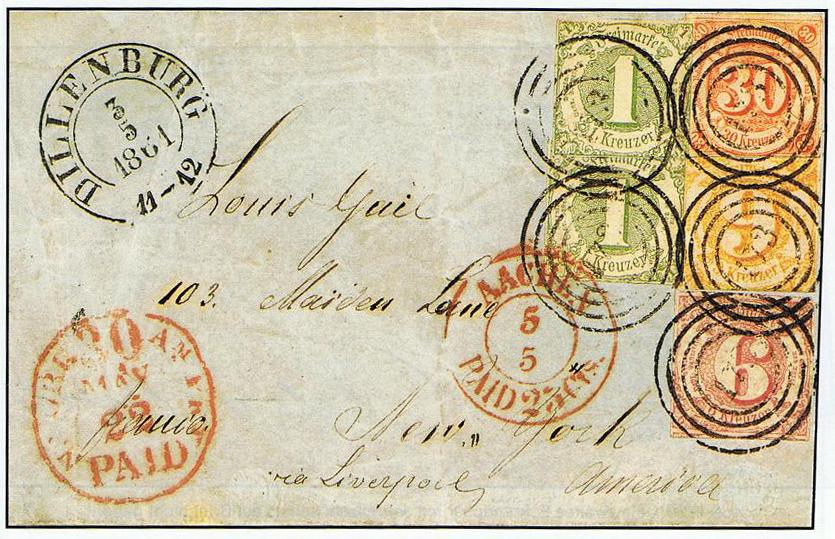
1861 Thurn und Taxis-Überseebrief mit Nebenstempel Aachen und New York
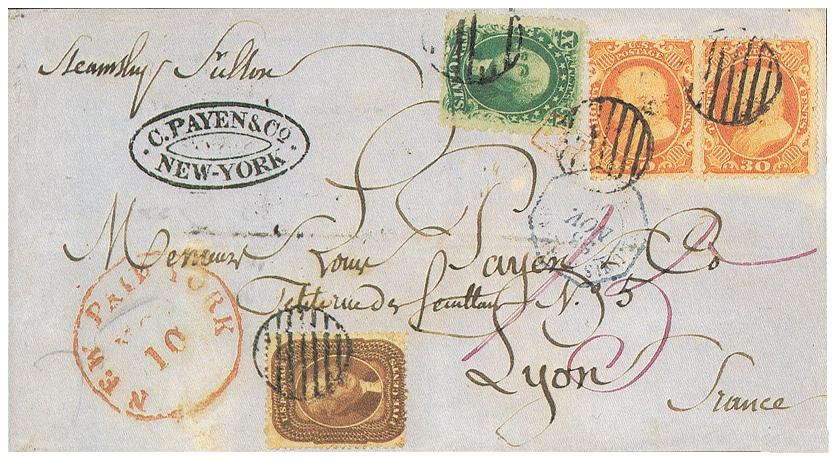
Überseebrief New York – Frankreich

Für 1854 wird gemeldet, dass, statistisch gesehen, 1.000 Amerikaner 4.121 Briefe schrieben, in Großbritannien waren es 14.760 Briefe.
Die Beförderung der Briefpost (Mail) war durch Verträge mit Privatunternehmern (mit Eilwagen (Stages)), oder Eisenbahn- und Dampfschiffahrts-Compagnien verpachtet.

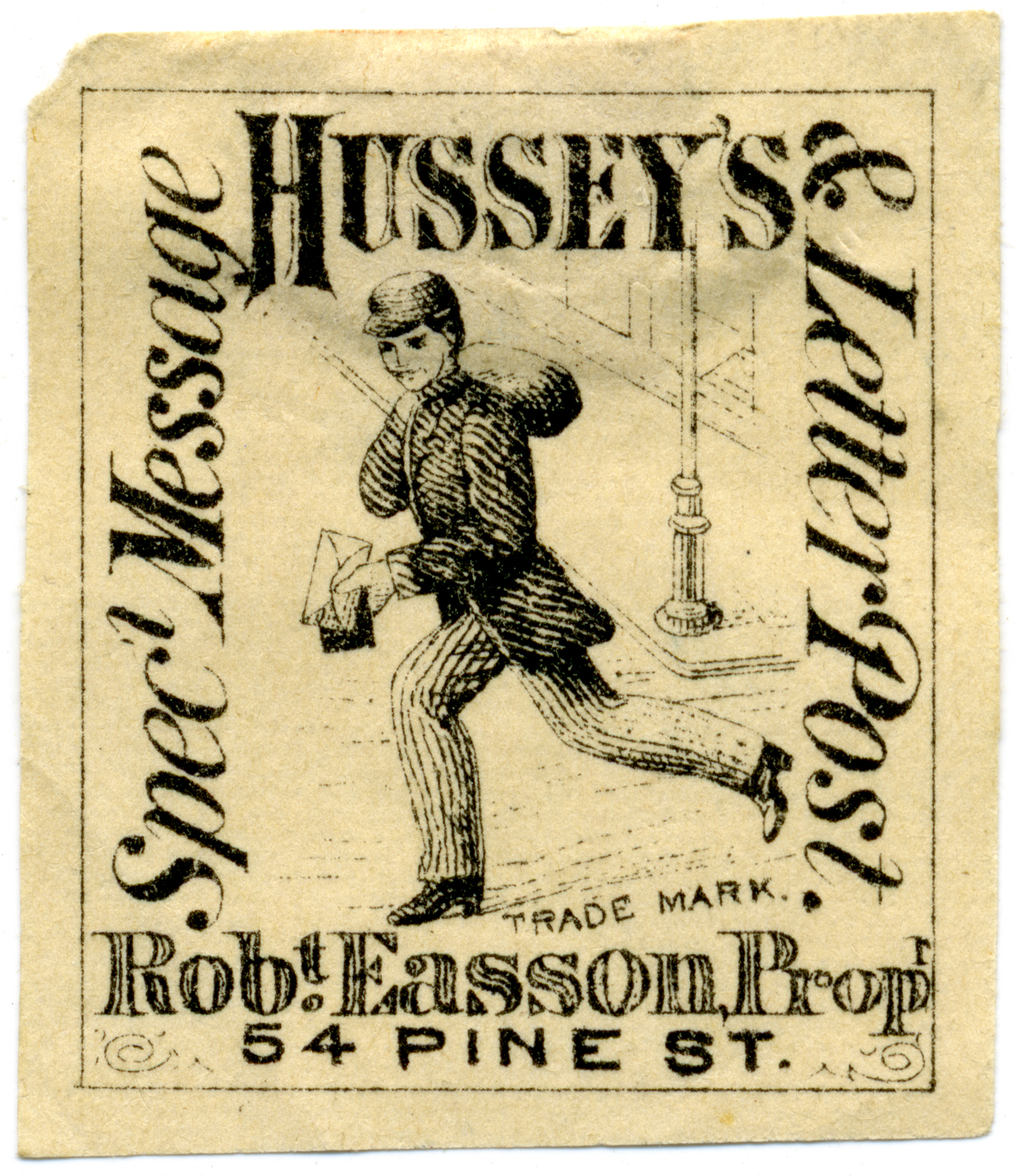
Lokale Briefmarke der Hussey Post

Der Pony-Express war, nach der Initiative von William Hepburn Russell, als Reiterstafette organisierter, Postbeförderungsdienst in den Vereinigten Staaten. Er war für einige Zeit die schnellste Postverbindung in Nordamerika.
Das Postregal wurde in sehr beschränktem Umfange ausgeübt. Die Personenbeförderung, Pakete über 4 Pfund, Geld oder Wertsendungen waren Privatfirmen überlassen. Alle Eisenbahnstrecken und alle Schiffsrouten galten nach einem Gesetz von 1853 als Poststraßen. Auf ihnen durfte nur die Postverwaltung Briefe und Zeitungen befördern. Dies galt auch im internationalen Schiffsverkehr. Die nicht vertragsgebundenen Kapitäne erhielten für jeden Brief aus dem Ausland 2 Cent, aus dem Inland 1 Cent vergütet. Für sie galt dann doppeltes Inlandporto.

### Die Konföderierten Staaten von Amerika (CSA)

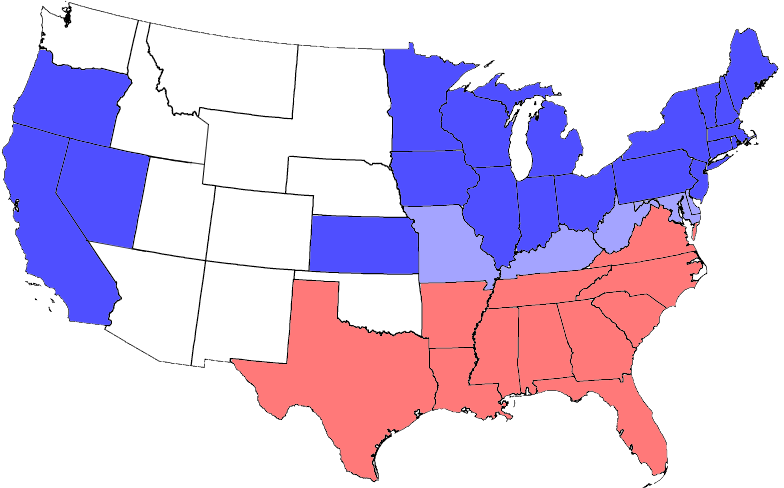
Nordamerika 1864: rot die Konföderierten Staaten, blau die Union; hellblau Unionsstaaten mit Sklavenhaltung

Die Südstaaten umfassten den südlichen Staatenbund der Vereinigten Staaten während der Bürgerkriegsjahre von 1861 bis 1865.
Am 20. Dezember 1860 erklärte der Gründungsstaat der USA South Carolina seinen Austritt aus der Union. Die Gründung der Konföderierten Staaten von Amerika (CSA) erfolgte am 4. Februar 1861. Jefferson Davis aus Mississippi wurde provisorischer Präsident der Konföderierten Staaten von Amerika. Der am 6. März 1861 als Postminister berufene J. H. Reagan hatte keinen leichten Start, es wurde im Laufe des Bestehens der CSA nicht besser.
Der Ausbruch des Amerikanischen Bürgerkrieges wirkte sich auch auf die Post aus, denn am 13. April 1861 ordnete John H. Reagan (General-Postmaster der Konföderierten Staaten von Amerika) die Rückgabe der US-amerikanischen Marken an Washington D.C. an. Die USA erklärten ab 1. Juni 1861 ihre Marken für den Bereich der CSA für ungültig. Solche Sendungen galten als nicht freigemacht und wurden mit dem Stempelabdruck „Southern Letter unpaid“ gekennzeichnet.
Ab Mai 1861 gab es dann eigene CSA-Marken. Da vielen konföderierten Postämtern diese neuen Marken monatelang fehlten, gingen sie zur Barfreimachung über bzw. verausgabten Provisorien. Bei den Barfrankaturen handelt es sich um handschriftliche Vermerke oder Stempelabdruck auf dem Umschlag, um die Zahlung des Portos zu bescheinigen.
Im Norden erschienen im August 1861 neue Marken, die die Inschrift „U S“ führten. 1863 gab es eine 2-Cent-Marke in Schwarz mit dem Porträt von Andrew Jackson, die als „Black Jack“ bekannt ist. 1866 folgte eine schwarze Marke zu 15 Cent mit dem Porträt von Abraham Lincoln.

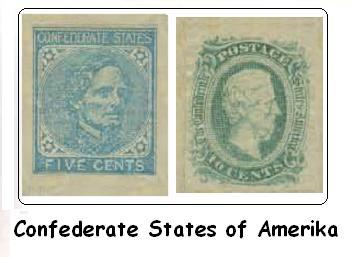
Die Ersten der CSA

Die erste Marken der CSA erschienen 1861/62 mit dem Bild von Jefferson Davis, und Thomas Jefferson, in Varianten und Farbvariationen. Erstmals war eine lebende Person auf einer amerikanischen Marke zu sehen. Insgesamt wurden 11 Marken zu 2, 5 oder 10 Cent, mit abweichenden Farben, verausgabt. Ortsbriefe und Drucksachen kosteten 2 Cent, Briefe bis 500 Meilen je ½ Unze, 5, ab 1. Juli 1862 10 Cent, Briefe über 500 Meilen je ½ Unze 10 ab 1. Juli 1862 20 Cent.
Vor dem Abfall der Südstaaten im Sezessionskrieg unterstanden dem US-Generalpostmeister 28.620 Postämter. Ende Juni 1863 waren in den loyalen Staaten 20.145 Postanstalten im Dienst. 25 von ihnen waren Zahlungskassen, (Leitpostämter). Ende Juni 1865 waren es 21.031 Postanstalten, 7.851 Ämter im Süden mussten neu errichtet werden.

## Nach dem Bürgerkriege
Nach einem Gesetz vom 3. März 1863 bestellte der Präsident die Postmeister der 712 größeren Postämter (Jahresgehalt über 1.000 Dollar), alle anderen wurden vom Generalpostmeister eingestellt. Sie mussten ortsansässig sein, einen Diensteid leisten, eine Sicherheitsleistung hinterlegen und die Richtigkeit seiner Rechnung jedes Mal beschwören.
Beim Porto unterschied man zwischen
- 1. Briefen (3 Cent pro ½ Unze bis 300 Meilen, darüber 10 Cent, etwa für einen Brief von Ost- zur Westküste), Briefe mit Geld oder Wertsachen mussten recommandiert, eingeschrieben, werden,
- 2. periodischen Schriften nach dem Gewicht und nach der Häufigkeit ihres Erscheinens (zwischen 1× wöchentlich zu 5 Cent pro Quartal bis 35 Cent bei siebenmaligem Erscheinen). Erscheinen sie weniger als einmal die Woche und Wochenschriften innerhalb der Grafschaft waren frei. Ansonsten galten 4 Cent je 4 Unzen.
- 3. Alles Andere wurde mit 2 Cent für je 4 Unzen befördert, so wurden z. B. 3 Circulare als 4 Unzen gerechnet.

Für nachzusendende Briefe war das Doppelte des Portos zu entrichten. Doppelte Gebühr wurde, seit 1863, auch für unfrankierte aufgegebene Brief erhoben, wenn kein Verdacht auf Portohinterziehung bestand.
Einschreibsendungen waren, seit dem Gesetz vom 3. März 1863 (§ 32), möglich. Bei einem Zuschlag von 20 Cent, es wurde jedoch bei Verlust kein Ersatz geleistet.
Durch den Bürgerkrieg war per Gesetz vom 24. Juli 1861 und 21. Januar 1862 sowohl für Soldaten und Matrosen eine Portofreiheit eingeführt worden. Dies war möglich geworden, weil eine eigene Feldpost für die Annahme und Abgabe solcher Sendungen bestand.
Das Gesetz vom 21. Januar 1861 regelte die Behandlung der unzustellbaren oder unfrankierten Sendungen. Durch den Bürgerkrieg war der Bedarf gestiegen. Dazu wurde eine Abteilung für „tote Briefe“ gegründet. Sendungen wurden, wenn sie Wertsachen enthielten, gegen 3 Cent zurückgesandt. War eine Sendung zu öffnen, etwa um die Adresse zu ermitteln, wurde das Briefgeheimnis dennoch gewährt. Das Briefgeheimnis wurde eingeschränkt, als der Generalpostmeister am 4. August 1845 ein Schreiben erließ, nach dem „Schriften und bildliche Darstellungen gegen die Sklaverei“ nicht zu befördern seien, 1865 auf „obscöne Bücher und Bilder“ erweitert.
In großen Handelsstätten der Union bestanden neben dem Hauptpostamt noch Zweigpostämter (Gesetz vom 3. März 1847) und eine Stadtpost mit einem Porto von 1 Cent für den einfachen Brief.

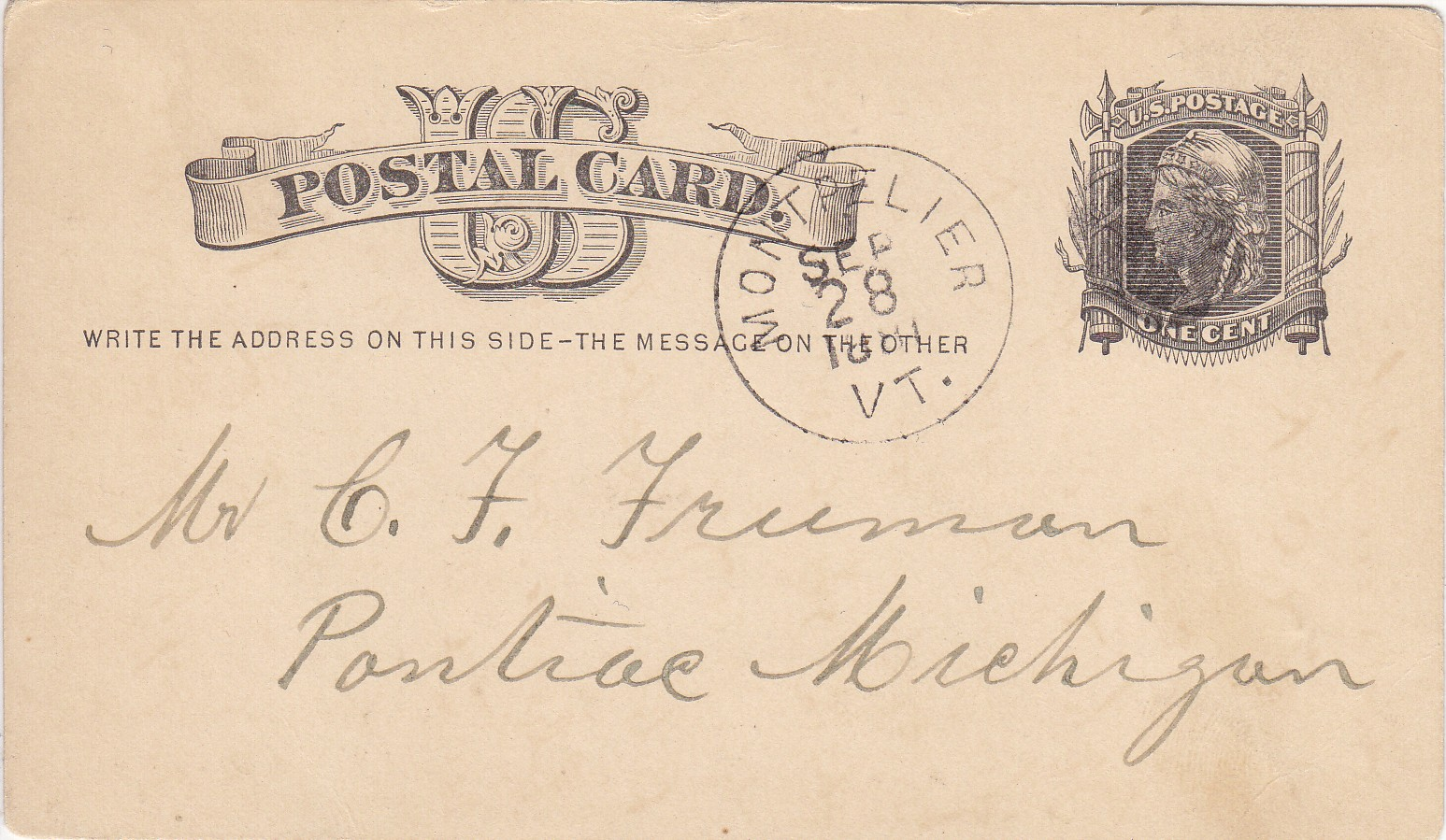
Ganzsachenpostkarte aus den Vereinigten Staaten von 1881

Seit 1853 werden Ganzsachen, sowohl Postkarten, Postumschläge oder Streifbänder verkauft. Es war ab 1.000 Stück, unter gewissen Bedingungen, möglich Format und Zudruck selber zu bestimmen. Der Bedarf hielt sich, wie in anderen Ländern, in Grenzen.
Am 1. Juli 1863 wurde der kostenfreie Briefzustelldienst – free delivery system – zunächst in Städten mit mindestens 50 000 Einwohnern eingerichtet. Am 31. Oktober 1863 fand dieser Service bei 49 Postämtern statt. Ende Juni 1864 wurde bei den Postämtern Postfächer eingerichtet.

### Zeitungsmarken

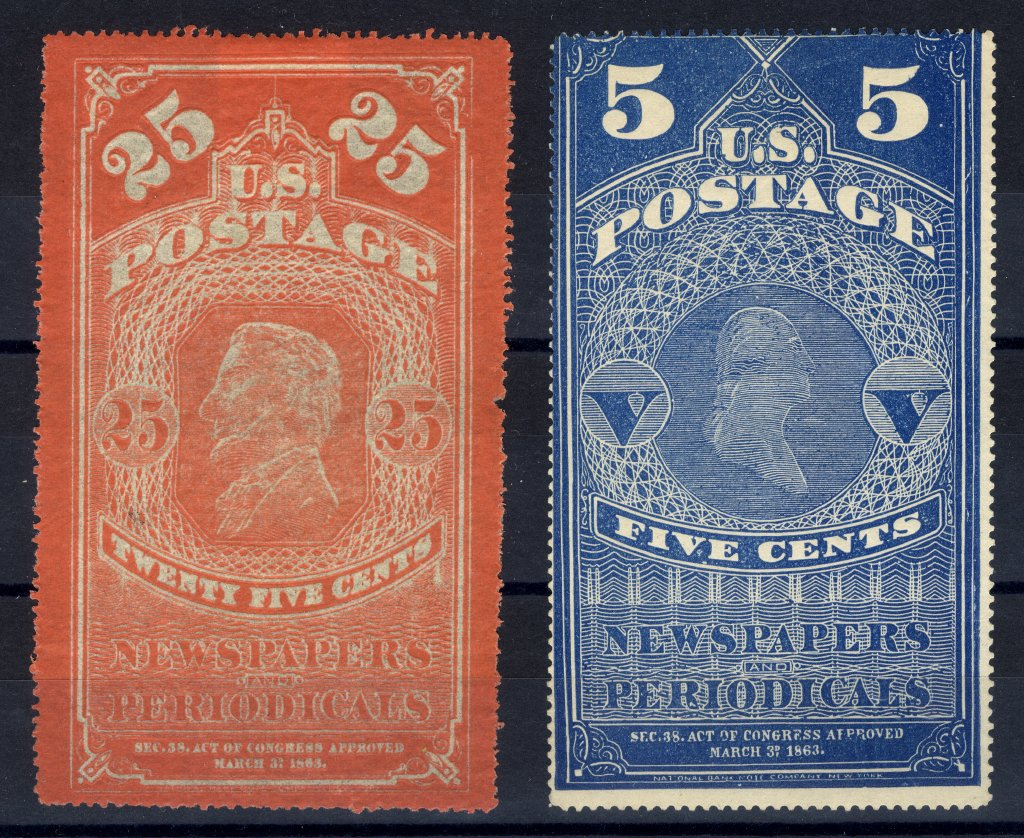
Zeitungsmarken

Zeitungsmarken wurden zur Verrechnung der Beförderungsgebühren von Zeitungen und Zeitungspaketen benutzt. Nur Verleger oder der Zeitungshandel konnten diese Marken verwenden. Der US Postal Service gab zwischen 1865 und 1895 insgesamt 53 Zeitungsmarken heraus.

### Dienstmarken

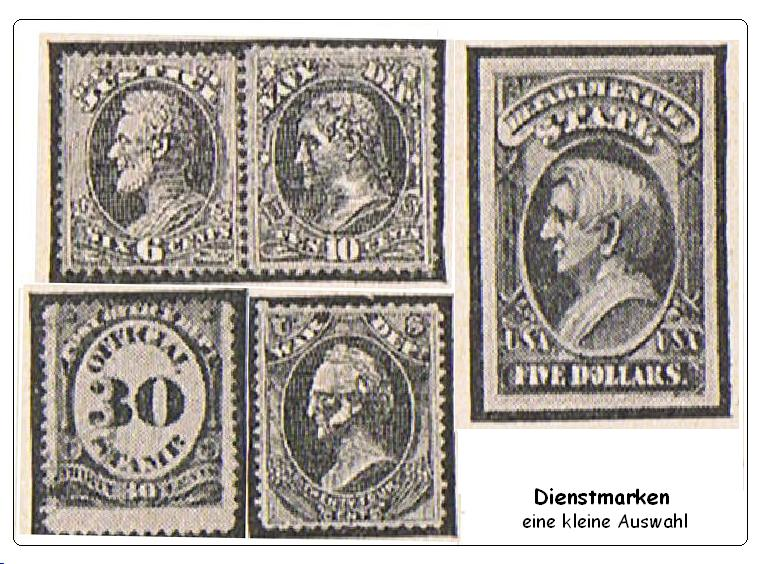

Wie in vielen Ländern sah sich auch die Postverwaltung des US-Postal Service gezwungen besondere Dienstmarken herauszugeben um dem Missbrauch der Portofreiheit einzuschränken. Ab dem 1. Juli 1873 erhielten neun Ministerien, das für die Landwirtschaft, für die Korrespondenz des Präsidenten, des Inneren, der Justiz, der Marine, der Postbehörden, des Auswärtigen Amts, des Schatzamts, des Kriegsministeriums und des Postsparkassenverkehrs eigene Dienstmarken. Ab dem 1. Mai 1879 wurden sie, bei einer erforderlichen Neulieferung, durch besondere Dienstumschläge ersetzt. Sie waren versehen mit einem Gebührenfreiheitsvermerk und einer Strafandrohung bei Missbrauch. Derartige Dienstumschläge sich auch heute noch im Gebrauch.
Seit 1983 gibt es wieder Dienstmarken, gültig für alle Dienststellen. Die letzten Marken stammen aus dem Jahre 1995.

### Portomarken

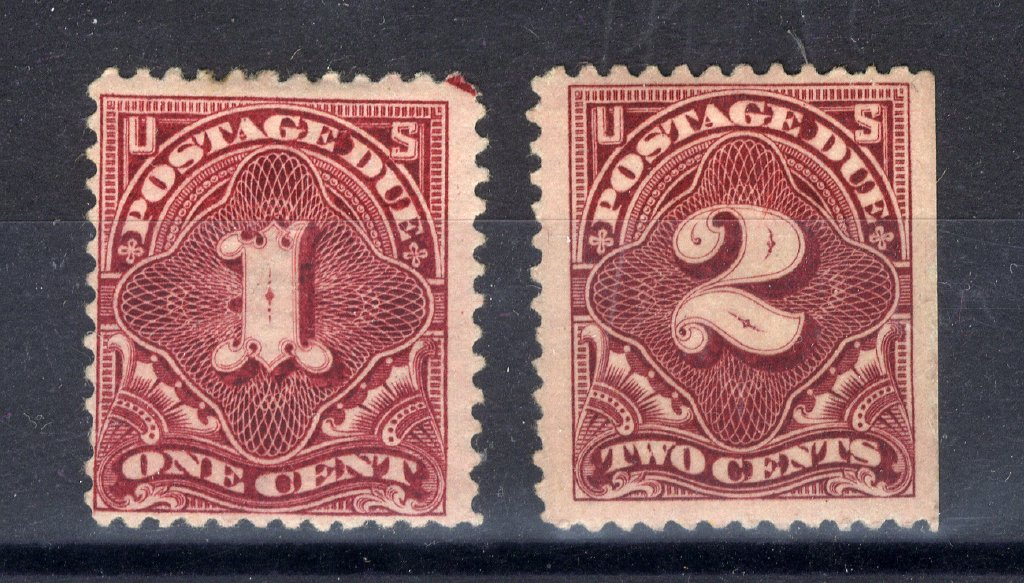

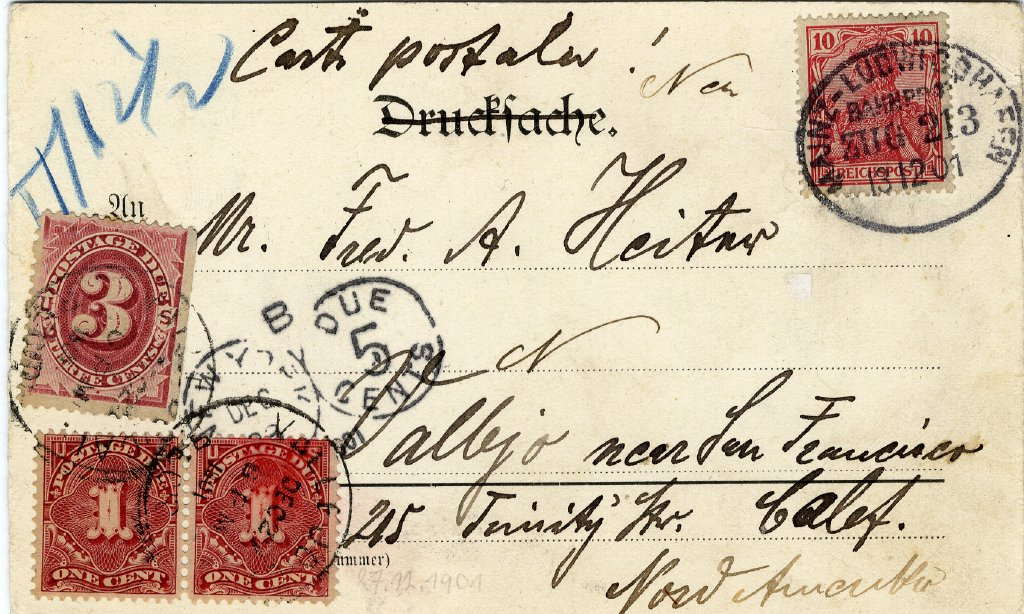
Für fehlende 10 Pfennig wurden 5 Cent nacherhoben

Zwischen 1879 und 1985 wurden insgesamt 70 Portomarken herausgegeben. Diese Nachportomarken dienten der Verrechnung des Nachportos für unzureichend frankierte Briefe. Sie wurden vor der Zustellung des Briefes von einem Postbeamten aufgeklebt und bei der Auslieferung vom Postboten verrechnet. Die Nachgebühr wurde früher Porto, die Briefgebühr Franco genannt.

## Mitglied im Weltpostverein
Die Vereinigten Staaten von Amerika gehörten zu den Mitbegründern des Berner Allgemeinen Postvereinsvertrages, der am 1. September 1875 in Kraft trat.

### Postanweisungen – Postal Money Order

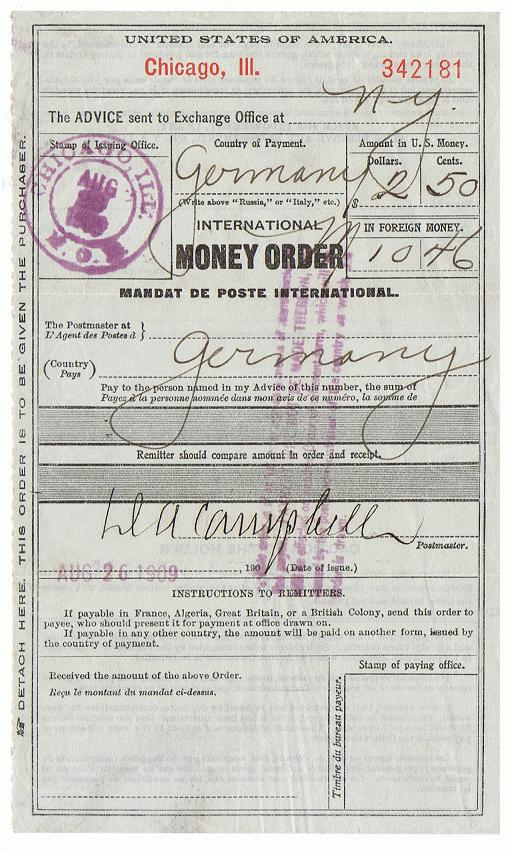
Postal Money Order von 1909

Postal Order oder Postanweisungen wurden bereits 1792 von einer privaten Firma in den Vereinigten Staaten angeboten.
Per Gesetz vom 17. Mai 1864 wurde der Postanweisungsdienst offiziell eingeführt. Die Gebühr war gestaffelt, von 1 bis 10 Dollar 10 Cent, bis 20 Dollar 15 Cent und bis zur Höchstsumme von 30 Dollar 20 Cent. Ende 1864 war die Einrichtung bereits in 420 Postämtern eingeführt. 1866 gab es 2 Stufen, 1 bis 20 Dollar 10 Cent und bis 50 Dollar 20 Cent.
Ein einheitlich geregelter zwischenstaatlicher Postanweisungs-Verkehr wurde zuerst auf dem Weltpostkongress in Bern (1874) von Deutschland angeregt. Das erste Übereinkommen betr. den Postanweisungsdienst kam auf dem Weltpostkongress in Paris (1878) zustande. Ihm traten 14 Staaten bei. Auf Grund besonderer Übereinkommen Deutschlands waren Postanweisungen zulässig im Verkehr mit Großbritannien und Irland, Gibraltar, Malta, Britisch-Indien, dem Dominium Canada und den meisten übrigen britischen Besitzungen bzw. britischen Postanstalten in außereuropäischen Ländern, ferner nach Hawaii, den niederländischen Besitzungen in Ostindien und den Vereinigten Staaten von Amerika.
Im Amtsblatt der Deutschen-Reichs-Postverwaltung vom 7. September 1875 wird der Kurs für die Umrechnung der aus den USA kommenden Postanweisungen mit 3 RM = 71 Cent in Gold angegeben. Seit dem 1. April 1880 waren internationale Postanweisungen bis 50 Dollar zugelassen. Die Gebühr betrug mindestens 40 Pfg. der Umrechnungskurs: 100 Dollar entsprachen 424 RM.

### Postsparkasse – Savings-Bank

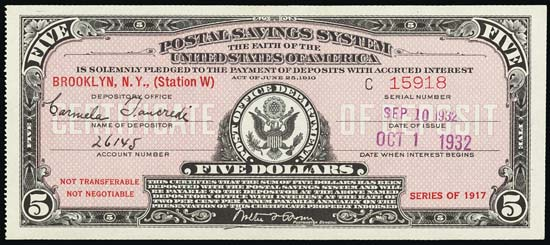
Ein Postkreditbrief über 5 $ vom 10. September 1932

Das United States Postal Savings System bestand vom 1. Januar 1811 bis zum 1. Juli 1967.
Nach der Kongressakte vom 25. Juni 1910 war der hauptsächlichste Zweck der Einrichtung, die verzinsliche Hinterlegung von Ersparnissen unter Gewährleistung des Staates. Es wurden keine Gebühren erhoben, allerdings durfte ein Gesamtguthaben nicht unterschritten werden. Um einen höheren Zinssatz zu erreichen, konnte man Postsparschuldscheine (Postal-Savings Bonds) erwerben.
Wegen ihrer unflexibelen Struktur kam es während der Großen Depression zu einer amerikanischen Postbankkrise. Viele, vor allem arme Sparer verloren ihr Geld.

### Pakete

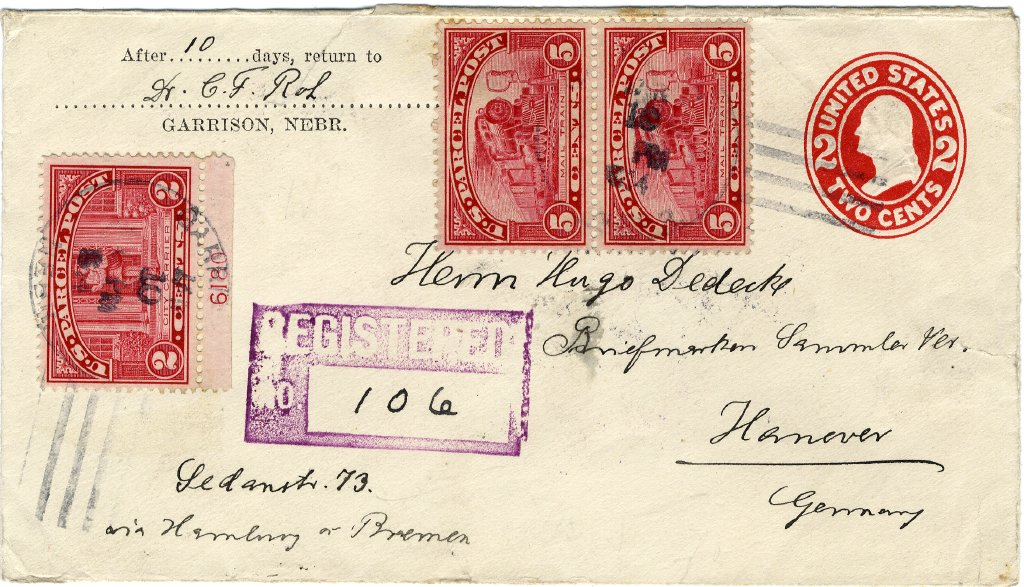
Ganzsache als Paketkarte für ein eingeschriebenes Paket aus Nebraska

Am 1. Januar 1913 kam es zur Einrichtung eines Postpaketdienstes innerhalb der Vereinigten Staaten. Es wurden 12 Postwertzeichen mit verschiedenen Motiven und der Inschrift „U.S. PARCEL POST“ eingeführt. 1928 folgten weitere vier Marken in Ziffernzeichnung mit der Inschrift „SPECIAL HANDLING“. Für die amerikanischen Soldaten im Ausland kam 1968 eine Marke zu 1 $ mit der Inschrift „AIRLIFT“ heraus.
Neben den Paketmarken gab es eine Serie von fünf Nachportomarken mit der Inschrift „U.S. PARCEL POST / POSTAGE DUE“.
Vorher hatte sich die Post der Vereinigten Staaten mit der Beförderung von Postpaketen nur im Verkehr mit fremden Ländern befasst. Im inneren Verkehr konnten Handelswaren usw. nur bis 4 Pfund (1 Pfund = 16 Unzen = 453,6 g), vor 1863 nur bis 3 Pfund mit der Briefpost versandt werden. Die Paketbeförderung besorgten schon seit 1839 Frachtgesellschaften, die Express Companies, von denen jede vertragsmäßig auf bestimmten Eisenbahnlinien das ausschließliche Recht der Eilgutbeförderung hatte und die Gebühren nach Belieben erhöhen konnte. Aus der Vormachtstellung der Express Companies, die von jeher die Zulassung von Postpaketen bekämpften, wird die späte Einführung dieses Dienstzweiges erklärlich.
Die Paketpost-Konferenz in Paris führten am 3. November 1880 zum Abschluss eines Postpaketabkommens, dem 19 Länder beitraten und am 1. Oktober 1881 in Kraft trat. Als Postpakete bezeichnet man die Pakete, die auf Grund des Postpaketabkommens, eines Nebenabkommens des Weltpostvereins, zur Versendung gelangen. Seit dem 11. September 1899 nahmen die USA an diesem internationalen Paketabkommen teil. Für ein Paket bis 1 kg waren damals 1,60 RM, bis 5 kg 2,40 zu zahlen.

### Automatenmarken (ATM)

In einer Versuchphase zwischen dem 23. August 1989 bis zum 7. Mai 1990 waren in Kensington und Washington jeweils zwei Ausgabegeräte der Firma Autopost aufgestellt. Die Geräte hatten eine eingebaute Waage und einen Portorechner, die auf die Inlandsgebühren für Briefe und für Pakete programmiert waren. Neben der Landesbezeichnung und Wertangabe enthielten die ausgedruckten ATM eine Vielzahl weiterer Angaben.
Für Priority-Sendungen über 11 Unzen und Paketsendungen gab es ATM, bei der anstelle des Schriftzuges „USA“ die vom Kunden über den Bildschirm eingegebene Postleitzahl des Empfangspostamtes sowohl in Ziffern als auch als Strich-Code ausgedruckt wurden. Der größte Teil aller gedruckten Autopost-ATM stammt von der Versandstelle, alle mit Druckdatum vom Ersttag. Automatenmarken waren den üblichen Postwertzeichen gleichgestellt und im ganzen Lande gültig.
Zum Weltpostkongress in Washington von 1989 waren zwei weitere Automaten im Einsatz, die ATM mit den speziellen Standort-Kennungen 11 und 12 abgaben. Brief vom Weltpostkongress mit ATM No. 11 und dem für dieses Gerät besonderem Reklamefeld „Developed by Technology Resource Department“.
Im Jahre 1992 kam es zu einem erneuten Betriebsversuch mit insgesamt 30 Wertzeichendruckern des Herstellers Gard. Die Geräte waren wiederum aufwendig mit Waage und Portorechner ausgestattet, das Erscheinungsbild wurde auf ein Minimum reduziert. Wertangabe in Schreibmaschinen-ähnlichem Schriftbild auf kleinen waagerecht gezähnten Vordrucken, die ansonsten nur das kleine amerikanische Staatswappen zeigen.
Ein weiterer Versuch mit 15 Wertzeichendruckern des US-Herstellers Unisys mit wesentlich verbessertem Druckwerk. Die neuen ATM hatten eine geänderte Zähnung, ein anderes Schriftbild und ein geändertes Staatswappen, mit Plattennummer A11 auf jeder 24. Mark.
Zwischen 1999 und 2001 kamen selbstklebende Automatenmarken in verschiedenen Mustern, die vom äußeren Erscheinungsbild eher Freistempeln entsprachen (mit eingedrucktem Datum und Barcode) zur Verwendung.

### Telegraphenwesen
Die amerikanischen Telegraphenlinien werden als Privatunternehmungen geführt. Seit der Einführung im Jahre 1844 fanden die Linien elektrischer Telegraphen großen Zuspruch.
Es gab 1853 schon 89 solcher Linien in einer Länge von 16.735 Meilen. Sie reichten von der kanadischen Grenze bis zum Golf von Mexiko und verbanden sämtliche Staaten bis zum Mississippi und auch jene, welche am rechten Ufer dieses Stroms liegen.

## Neuzeit

### Serie Berühmte Amerikaner von 1940

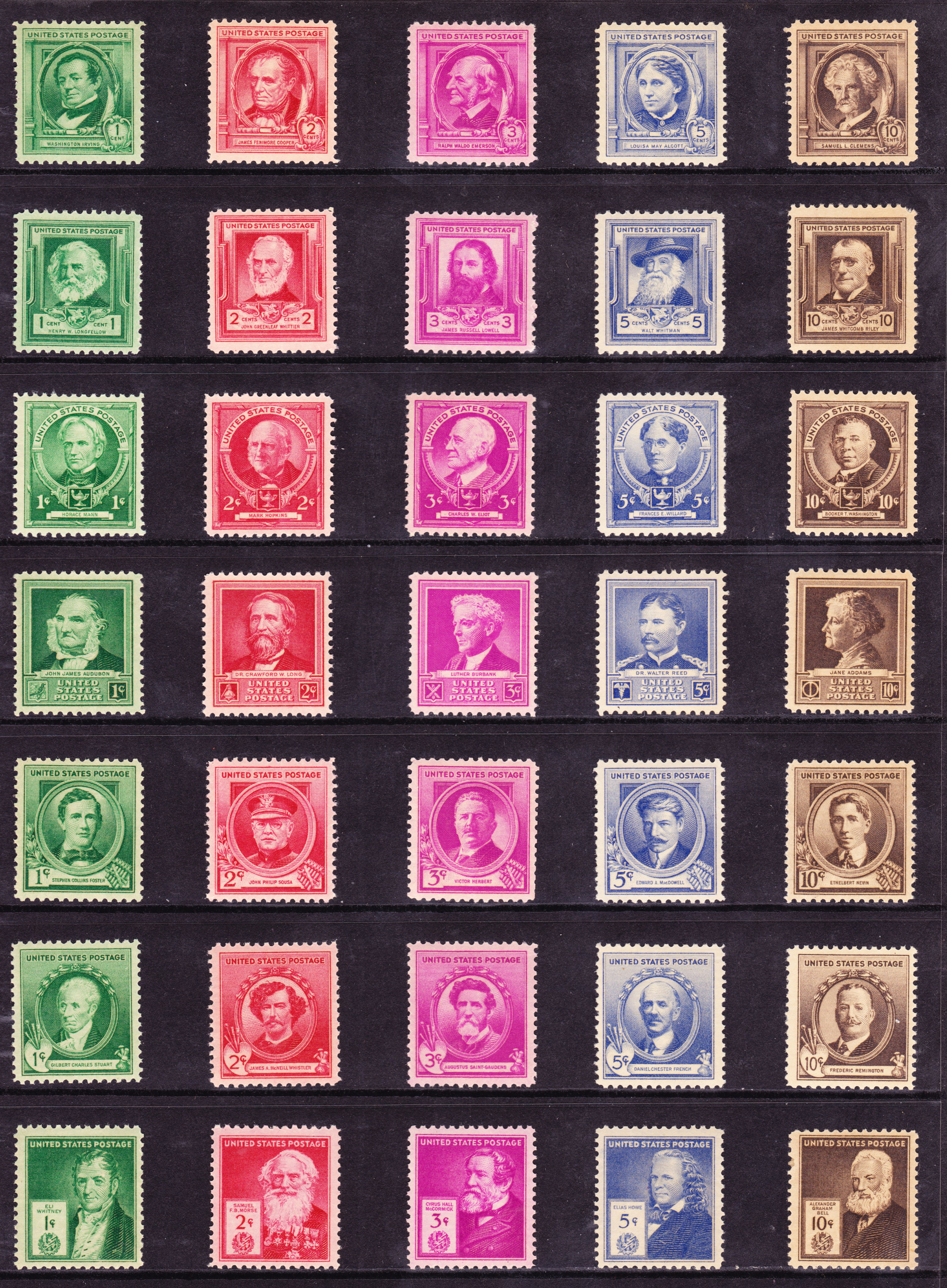
Serie Berühmte Amerikaner von 1940
(Auflösung: 4,401 × 5,985)

Das US-amerikanische Postamt gab ein Set von 35 Briefmarken die in 7 Gruppen zu je 5 Briefmarken herausgegeben und in 70er-Bogen gedruckt wurden. Die Herausgabe erfolgte über einen Zeitraum von etwa zehn Monaten. Die 7 Gruppen sollen an Amerikas berühmte Autoren, Dichter, Pädagogen, Wissenschaftler, Komponisten, Künstler und Erfinder erinnern. Zu den Pädagogen gehörte Booker T. Washington, der als erster Afroamerikaner auf einer US-amerikanischen Marke ausgezeichnet wurde. Diese Serie von Postage-Ausgaben wurde vom Büro für Gravur und Druck (Bureau of Engraving and Printing) gedruckt. Diese Briefmarken waren größer als normale, endgültige Ausgaben, mit nur 280 Markenbildern auf der Druckplatte (400 Bilder waren Standard für die Presidential-Serie). Bemerkenswert ist auch die rot-violette Farbe, die für die 3 ¢ -Stempel gewählt wurde, ein hellerer Farbton als das traditionelle Lila.
Die Briefmarken sind nach ihrem Wert gefärbt: 1 Cent grün, 2 Cent rot, 3 Cent violett, 5 Cent blau und 10 Cent braun. Der Rahmen des Stempels variiert von Gruppe zu Gruppe.
- Autoren: Washington Irving – James Fenimore Cooper – Ralph Waldo Emerson – Louisa May Alcott – Samuel Clemens (Mark Twain)
- Dichter: Henry Wadsworth Longfellow – John Greenleaf Whittier – James Russell Lowell – Walt Whitman – James Whitcomb Riley
- Pädagogen: Horace Mann – Mark Hopkins – Charles W. Eliot – Frances E. Willard – Booker T. Washington
- Wissenschaftler: John James Audubon – Dr. Crawford W. Long – Luther Burbank – Dr. Walter Reed – Jane Addams
- Komponisten: Stephen Collins Foster – John Philip Sousa – Victor Herbert – Edward A. MacDowell – Ethelbert Nevin
- Künstler: Gilbert Charles Stuart – James McNeil Whistler – Augustus Saint-Gaudens – Daniel Chester French – Frederick Remington
- Erfinder: Eli Whitney – Samuel F. B. Morse – Cyrus Hall McCormick – Elias Howe – Alexander Graham Bell

### Ab 1945
Nach dem Zweiten Weltkrieg gab es zahlreiche Sondermarken, was zu einer Fülle von Ausgaben führte.
Das seit 1933 gültige 3-Cent-Standardporto für die 1. Klasse wurde 1958 auf 4 Cent heraufgesetzt, bis es am 12. Mai 2008 auf 42 Cent angestiegen war.
1971 wurde die Postverwaltung reorganisiert und zum „United States Postal Service“ (USPS).
Die ersten selbstklebenden Marken erschienen zu Weihnachten 1974. Sie waren nicht sonderlich erfolgreich.
Der zunehmende Gebrauch von E-Mails seit den 1990ern führte zu einer Abnahme des Briefaufkommens, während das Paketwesen weiter zunimmt.